# Eucereon irrorata
Eucereon irrorata là một loài bướm đêm thuộc phân họ Arctiinae, họ Erebidae.